# تحكم بوجود منبه (علم نفس)
في علم النفس السلوكي، يعتبر التحكم في وجود منبه (بالإنجليزية: Stimulus control) ظاهرة تحدث عندما يتصرف الكائن الحي بطريقة ما في وجود منبه معين وبطريقة أخرى في غيابه، ويشار إلى أي منبه يغير السلوك بهذه الطريقة على أنه منبه تمييزي. على سبيل المثال، يزيد وجود علامة توقف (منبه تمييزي) عند تقاطع حركة المرور من احتمال حدوث سلوك «الفرملة».
ويعتقد بعض أصحاب النظريات أن كل السلوكيات تكون تحت شكل من أشكال السيطرة التحفيزية. على سبيل المثال في تحليل بورهوس فريدريك سكينر، فإن السلوك اللفظي هو مجموعة معقدة من السلوكيات مع مجموعة متنوعة من المحفزات المسيطرة.

## الخصائص
وتظهر الآثار المسيطرة للمنبهات في حالات متنوعة وفي العديد من جوانب السلوك. على سبيل المثال، يمكن لمنبه في وقت ما التحكم في الاستجابات المنبعثة على الفور أو في وقت لاحق، وقد تتحكم اثنين من المنبهات في نفس السلوك، وقد يثير منبه واحد السلوك أ في وقت ما والسلوك ب في وقت آخر، كما يمكن للمنبه التحكم في السلوك فقط في وجود منبه آخر، وهكذا دواليك. ويتم إحداث هذه الأنواع من التحكم بواسطة مجموعة متنوعة من الطرق، وهي تلعب دورًا كبيرًا في الحسابات المنهجية للعمليات السلوكية.
في حالات بسيطة وعملية، على سبيل المثال إذا كان أحدهم يقوم بتدريب كلب باستخدام الإشراط الإجرائي، يمكن وصف التحكم الأمثل في في وجود منبه كما يلي:
- يحدث السلوك فورًا عند إعطاء المنبه التمييزي.
- لا يحدث السلوك أبدا في غياب المنبه.
- لا يحدث السلوك أبدا استجابة لبعض المنبهات الأخرى.
- لا يوجد سلوك آخر يحدث استجابة لهذا المنبه.[5]

## إنشاء تحكم في وجود منبه من خلال إشراط إجرائي

### التدريب على التمييز
عادة ما يتم إنشاء التحكم بوجود منبه عن طريق التدريب على التمييز. على سبيل المثال، لإجراء التحكم في الضوء تنقر حمامة على زر، حيث يحدث التعزيز فقط بعد النقر على الزر. وعبر سلسلة من المحاولات، تصبح استجابة النقرة أكثر احتمالا في وجود الضوء وأقل احتمالا في غيابه، ويقال أن الضوء يصبح حافزا تمييزيا. وعمليا، يمكن لأي منبه يمكن أن يتخيله الحيوان أن يصبح منبهًا تمييزيًا، ويمكن استخدام العديد من جداول التعزيز المختلفة لإنشاء تحكم في وجود منبه.

### التعميم
بعد إنشاء منبه تمييزي، وُجِدت منبهات مشابهة تثير الاستجابة المتحَكم بها، وهذا ما يسمى تعميم المنبه. وبما أن المنبه يصبح أقل تشابها مع المنبه التمييزي الأصلي، فإن قوة الاستجابة تنخفض، مما يصف تدرج التعميم.
تقدم تجربة هانسون (1959) مثالًا مبكرًا ومؤثرًا على العديد من التجارب التي استكشفت ظاهرة التعميم، حيث تم أولاً تعزيز مجموعة من الحمام لنقر قرص مُضاء بضوء طوله الموجي 550 نانومتر، ولم يتم تعزيز غيرها من الأطوال الموجية، ثم تم وقف التعزيز، وقُدِمَت سلسلة من أضواء مختلفة الطول الموجي. وتم عرض بيانات تدرج تعميم، حيث أنه كلما اختلف الطول الموجي عن المنبه الذي تم التدرب عليه، تم إنتاج عدد أقل من الاستجابات.
وتغير العديد من العوامل في عملية التعميم، ويتجلى أحدها في ما تبقى من دراسة هانسون، التي درست آثار التدريب على التمييز على شكل تدرج التعميم، حيث تم تعزيز الطيور من أجل النقر عند ضوء طوله الموجي 550 نانومتر، والذي يبدو أخضر مصفر إلى الأشخاص المراقبين، بينما لم يتم تعزيز الطيور عند مشاهدة طول موجي يميل أكثر نحو الطرف الأحمر من الطيف، ثم تم اختبار الطيور كما كان من قبل مع مجموعة من الأطوال الموجية غير المدعومة، وأسفر هذا الإجراء عن تدرجات تعميم أكثر حدة من فعل التعميم البسيط المستخدم في الإجراء الأول. بالإضافة إلى ذلك، أظهرت تجربة هانسن ظاهرة جديدة تسمى «ذروة التحول»، أي أن ذروة تدرجات الاختبار قد تحولت بعيداً عن المنبه التمييزي، بحيث استجابت الطيور في كثير من الأحيان إلى طول موجة لم ترها من قبل. وتنطوي نظرية سابقة على تدرجات مثيرة ومثبطة أوضحت النتائج جزئيا، وهناك نموذج كمي أكثر تفصيلا للأثر الذي اقترحه بلاف (1975). وتم اقتراح نظريات أخرى، بما في ذلك فكرة أن تحول الذروة هو مثال على التحكم ذو العلاقة، أي أن التمييز كان يُنظر إليه كخيار بين المنبه «الأكثر اخضرارا»، وعندما تم تقديم منبه أكثر اخضرارا، استجاب الحمام بسرعة أكبر من تلك الاستجابة إلى المنبه المعزز في الأصل.

## المطابقة للعينة
في مهمة المطابقة النموذجية للعينة، يتم عرض منبه في مكان ما («العينة»)، ويختار الشخص منبها في موضع آخر يطابق العينة بطريقة ما (على سبيل المثال، الشكل أو اللون)، ويستجيب الشخص إلى منبّه مشابه لا يطابق العينة. وتسمى هذه المهام بمهام التمييز «المشروط»؛ لأن الاستجابة التي تتم للمنبه تعتمد أو تكون «مشروطة» بمنبه العينة.
تم استخدام إجراء المطابقة مع العينة لدراسة مجموعة كبيرة جدًا من المشكلات. وتجدر الإشارة بشكل خاص إلى اختلاف «التأخر في المطابقة مع العينة»، والذي غالبا ما استُخدم لدراسة الذاكرة قصيرة المدى في الحيوانات. وفي هذا الاختلاف، يتعرض الشخص لعينة المنبه، ثم يتم إزالة العينة وينقضي فاصل زمني «التأخير» قبل ظهور المنبه المختار. ولإجراء اختيار صحيح، يجب على الشخص الاحتفاظ بمعلومات حول العينة عبر التأخير. وقد وُجِدَ أن مدة التأخير، وطبيعة المنبهات، والأحداث خلال التأخير، والعديد من العوامل الأخرى تؤثر على الأداء في هذه المهمة.

## الكانابينويد
تُنتج مركبات الكانابينويد ذات التأثير النفساني من نبات المرجوانا، ومن الجسم، ومن مختبر الأبحاث (الكانابيتويدات الاصطناعية) تأثيرات المنبه التمييزي عن طريق تحفيز مستقبلات الكانابينويد CB1 في الدماغ.

## روابط خارجية
- Mazur, J. E. (2006). Learning and behavior. 6th edition. Upper Saddle River, NJ: Prentice Hall.
- Nevin، J. A. (1965). "Decision theory in studies of discrimination in animals". ساينس. ج. 150 ع. 3699: 1057. DOI:10.1126/science.150.3699.1057.
- Nevin، J. A. (1969). "Signal detection theory and operant behavior". Journal of the Experimental Analysis of Behavior. ج. 12: 475–480. DOI:10.1901/jeab.1969.12-475. PMC:1338610.
- Staddon, J. E. R. (2001). Adaptive dynamics – The theoretical analysis of behavior. The MIT Press. London, England.
- Staddon, J. E. R. (2003). Adaptive behavior and learning. New York: Cambridge University Press. Second (internet) edition:
- Adaptive Behavior and Learning